# Митрофан (Слотвинский)
Архиепископ Митрофан (Слотвинский или Слатвинский; ум. 7 декабря 1752) — епископ Русской православной церкви, архиепископ Тверской и Кашинский.

## Биография
Учился в Киеве, затем во Львове, а по окончании учебы вернулся преподавать в Киевскую академию.
В 1726 году игумен Митрофан определён ректором Харьковского Коллегиума. Первый преподаватель философских курсов в коллегиуме (с 1727 года).
В 1730 откуда перемещен ректором в Московскую духовную академию и архимандритом Заиконоспасского монастыря.
8 ноября 1738 года хиротонисан во епископа Тверского и Кашинского.
При нём в 1739 году образована Тверская духовная семинария. 
С 18 мая 1739 года по 1 сентября 1742 года — Управляющий Московской Синодальной областью.
С 3 октября 1740 до 1749 года — член Святейшего Синода.
27 июля 1744 года возведён в сан архиепископа.
Скончался 7 декабря 1752 года и погребён в кафедральном соборе Твери.